# Newton Aycliffe
Newton Aycliffe è una cittadina di 29.000 abitanti della contea di Durham, in Inghilterra.